# Beverly Crusher
Beverly Crusher es un personaje ficticio de Star Trek: La Nueva Generación. Sirve a bordo del Enterprise-D (y luego el E) como Oficial Médico en Jefe de la nave. Durante todas las temporadas de la serie, a excepción de la segunda, posee el rango de Teniente Comandante hasta que consigue obtener el de Comandante en 2362. Posteriormente fue la jefa de la sección de Medicina de la Flota Estelar de 2365 a 2366. Más adelante regresó al U.S.S. Enterprise-D junto a su hijo Wesley. Es la viuda de Jack Crusher y tiene un hijo de nombre Wesley. El personaje es interpretado por la actriz Gates McFadden
Beverly Crusher nació en Beverly Howard en 13 de octubre de 2324 en la ciudad de Copérnico, en la Luna, en una familia de origen escocés. Tras la muerte de sus padres cuando ella era muy joven, vivió con su abuela, Felisa Howard en Arvada III, un planeta colonia hasta que una gran colisión con su luna causara inundaciones y otros desastres en el planeta, lo que obligó a su evacuación. Ingeniosamente Felisa, con la ayuda de su nieta utilizaría hierbas, plantas, productos químicos de los árboles y las raíces como medicinas naturales cuando los medicamentos sintéticos se agotaron para atender los heridos, es este desastre en Arvada III, donde Beverly consolidó su decisión de ser médico.